# ويليام ميرز
ويليام ميرز (بالإنجليزية: William Merz)‏ هو منافس ألعاب قوى أمريكي، ولد في 25 أبريل 1878 في ريد بود في الولايات المتحدة، وتوفي في 17 مارس 1946 في أوفرلاند في الولايات المتحدة.

## وصلات خارجية
- ويليام ميرز على موقع أوليمبيديا (الإنجليزية)